# Bartolomeo Biscaino
Bartolomeo Biscaino (1632–1657) fue un pintor italiano del período barroco, activo en su Génova natal. 

## Vida
Era hijo y alumno de Giovanni Andrea Biscaino .  Posteriormente se convirtió en alumno de Valerio Castelli.  Su carrera fue interrumpida por la plaga que visitó Génova, y que su padre y él mismo fueron víctimas. La galería de Dresde  tuvo tres pinturas, representando a la Mujer tomada en adulterio, Adoración de los Magos y Circuncisión de Cristo . 
Alrededor de 1650, Biscaino ingresó en el taller de Valerio Castello  y desde aproximadamente ese año su primera obra conocida fue el lienzo que representa a San Ferrando en el acto de implorar a la Virgen, y en el que se manifiesta aun como un artista torpe e inmaduro.  Casi al mismo tiempo, Biscaino trabajó en los lienzos que representan a los Almas de San Luis Rey de Francia y Muerte de Cleopatra, ambos conservados en la galería Palazzo Bianco en Génova.  En estos lienzos, los colores no eran muy vibrantes, pero el pintor logró un mayor equilibrio compositivo, aunque no llegó a poseer un estilo personal, ya que aún no mostraba la influencia posterior de Rubens y Pellegro Piola.  Por otro lado, el lienzo existente en la Pinacoteca Cívica de Savona, que representa el Triunfo de David y en Moisés Salvado de las Aguas, tiene más madurez. 
Bisciano más tarde sigue a Valerio Castello y, además de los colores característicos, que se volvieron ahumados y sfatti, adoptó el tipo de figura procacciniano-corrugada.  Esto también es visible en su Adoración de los Magos, conservada en la Galería Nacional del Palazzo Spinola en Génova.  Las últimas obras de Bisciano, antes de su muerte por plaga, fueron las tres pinturas conservadas en la Galería de Dresde y que representan a Cristo y la Adúltera , Presentación en el Templo y Adoración de los Magos . Un boceto de la parte central de esta última pintura se conserva en la colección M. Labò en Génova y otra en la Galería Nacional del Palazzo Spinola.  En estas obras el pintor casi pudo lograr un estilo personal.

## Trabajos
Grabó varios láminas, en un estilo que recuerda  a Giovanni Benedetto Castiglione , incluyendo: 
- Moisés entre los juncos
- Susana y los ancianos
- Natividad con ángeles
- La circuncisión
- La ofrenda de los magos
- Herodías con la cabeza de san Juan
- Virgen e infante con ángeles
- Virgen lactante, con san José.
- Virgen lactante con san Jose. San Juan con su cordero
- Virgen adoradora infantil
- Virgen con el niño Jesús en sus rodillas, San Juan besando su pie y San José detrás
- Virgen con el niño Jesús parado sobre su rodilla, extendiendo Su brazo hacia San José; La Sagrada Familia, de medio cuerpo, con San Juan sosteniendo una cruz.
- Reposo en Egipto con los ángeles
- Niño Jesús reposa en el mundo.
- San José con el infante
- San Cristóbal dándole la mano al niño Jesús
- San Cristóbal con el Niño Jesús
- María Magdalena en el desierto (1656).